# Augustus
Augustus (23. září 63 př. n. l. v Římě jako Gaius Octavius – 19. srpna 14 n. l. v Nole poblíž Neapole), známý také jako Julius Octavianus (česky Oktavián), byl prvním císařem římské říše a zakladatelem julsko-klaudijské dynastie, který vládl od roku 27 př. n. l. až do své smrti v roce 14. Jeho celý titul jako římský císař zněl latinsky: Imperator Caesar divi filius Augustus.

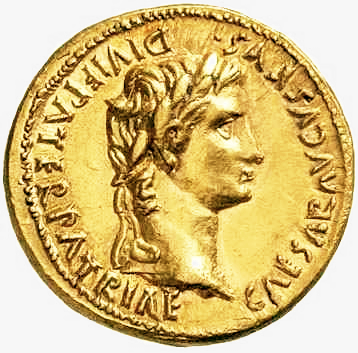
Aureus (zlaťák) císaře Augusta

Mladý Octavius byl adoptován svým prastrýcem Gaiem Juliem Caesarem (Octavianova matka Atia byla dcerou Caesarovy sestry Julie). Po Caesarově zavraždění o březnových idách roku 44 př. n. l. zahájil Octavius svoji politickou kariéru. V následujícím roce 43 se spojil s Markem Antoniem a Markem Aemiliem Lepidem v tzv. druhém triumvirátu. Avšak po zdolání Caesarových vrahů se triumvirové postavili proti sobě. Lepidus byl přinucen k odchodu do ústraní, zatímco Antonius spáchal sebevraždu poté, co Octavianus porazil jeho vojsko v bitvě u Actia v roce 31 př. n. l.
Po svém vítězství Octavianus formálně obnovil republiku (restitutio rei publicae) tím, že vládu formálně přenechal římskému senátu. Ve skutečnosti si však podržel veškerou moc ve státě. Ovšem na rozdíl od Caesara nebo Sully nezastával diktaturu, nýbrž se domohl celé řady různých doživotních pravomocí a titulů, čímž de facto proměnil starořímskou republikovou formu vlády v monarchii v podobě principátu. Nadcházející čtyřicetileté období Oktaviánovy (Augustovy) císařské vlády představovalo počátek nové epochy římských dějin. Jeho vláda byla podepřena:
- materiálními zisky v zahraničních výbojích, mimo jiné do Egypta,
- vytvořením patronátních vztahů s tisíci loajálních vojáků a veteránů. Císař Augustus kontroloval většinu legií, kteroužto hrozivou ozbrojenou mocí mohl prosazovat a uplatňovat svoji vůli v římském senátu,
- autoritou mnoha poct císaři udělených senátem,
- a také respektem lidu, jemuž po mnoha desetiletích občanských válek Augustus zajistil bezpečí a blahobyt.

Augustovou vládou začalo dlouhé období míru a prosperity, známé jako Pax Romana („římský mír“), z něhož se – přes pokračující pohraniční konflikty – středomořský svět těšil po dobu více než dvou staletí. Augustus posunul hranice římského státu a dále je zabezpečil vytvořením mnoha klientských království a jiných státních útvarů a diplomatickým sjednáním míru s Parthskou říší. Reformoval římský systém daní, dal rozšířit síť silnic, přestavět řadu měst, založil stálou armádu a pretoriánskou gardu. Po své smrti byl Augustus prohlášen senátem za boha, jenž byl uctíván Římany, a měsíc doposud zvaný Sextilis byl na jeho počest oficiálně přejmenován na Augustus.

## Augustovo jméno
Augustovo rodné jméno znělo Gaius Octavius. Podle Suetonia mu dal jeho otec krátce po narození cognomen Thurinus, zřejmě na paměť svého vítězství nad vzbouřenými otroky poblíž města Thurií v Kalábrii. Dalším Octaviovým přízviskem mělo být podle Cassia Diona Kaipias. Po právně problematické testamentární adopci Caesarem přijal Octavius v roce 44 př. n. l. jméno Gaius Iulius Caesar, v plném znění Gaius Iulius C. f. Caesar („syn Caesarův“). Podle římské tradice mělo být k jeho novému jménu připojeno příjmení Octavianus k vyjádření jeho rodinného původu. Neznáme však žádný doklad, že by tohoto jména kdy užíval, chtěl tak zřejmě zastřít svůj skromný původ. Přesto je v moderní historické literatuře (v období před nastolením principátu) nazýván Octavianus, aby byl odlišen od Julia Caesara. Nejpozději od Caesarova oficiálního prohlášení za boha v roce 42 př. n. l. se Octavianus nazýval Gaius Iulius Divi filius Caesar (Gaius Iulius, syn božského Caesara). Později (někdy mezi lety 38 a 31 př. n. l.) zařadil do jména také titul Imperator (Imperator Caesar Divi filius), přičemž rodové jméno Iulius bylo nahrazeno jménem Caesar. 16. ledna 27 př. n. l. mu senát udělil čestné jméno Augustus („Vznešený“). Od té doby se jeho celé jméno objevuje v podobě Imperator Caesar Divi filius Augustus (což lze do češtiny přeložit zhruba takto: „Vznešený imperátor Caesar, syn boha“). Jméno Augustus stejně jako jméno Caesar se po nástupu Tiberia na trůn stalo součástí titulatury římských císařů. Kromě výčtu všech úřadů, včetně údaje kolikrát je zastával, byl později k jeho jménu přiřazen také titul Pater patriae („Otec vlasti“). Po Augustově smrti v roce 14 a následném zbožštění byl pak nadále zmiňován jako Divus Augustus Divi filius.

## Život
Biografie císaře Augusta pojednává o dvou téměř protikladných osobnostech: na jedné straně o mladém, ctižádostivém a poměrně krutém politikovi, který se během boje o nejvyšší moc ve státě neohlížel na zákony a neštítil se ani nejhorších hanebností. Na straně druhé o císaři, který, jakmile jednou získal moc, zacházel s ní nanejvýš rozumným způsobem, neboť chtěl docílit stabilního a trvalého ukotvení jím založeného státního zřízení – principátu, které nahradilo občanskými válkami rozvrácenou římskou republiku.

### Původ a mládí
Augustus byl synem Gaia Octavia a jeho ženy Atie, neteře Gaia Julia Caesara. Ačkoli jeho rodina pocházela z Velitrae, obce nedaleko Říma, Octavius se narodil 23. září 63 př. n. l. v Římě. Rodina jeho otce patřila k jezdcům a byla poměrně zámožná, třebaže nijak zvlášť politicky významná. Gaius Octavius starší prý poskytoval finanční půjčky, později se mu podařilo vstoupit do senátu, a dokonce dosáhl úřadu praetora a místodržitele Makedonie. Po smrti otce v roce 59 př. n. l. se Octaviova matka provdala za bývalého správce Sýrie Lucia Marcia Philippa. Jelikož Philippus neprojevoval o malého Octavia zájem, vyrůstal Octavius nejprve na statku své babičky Julie, Caesarovy sestry, ve Velitrách. Později se vrátil do domu svého otčíma v Římě. Když v roce 52 nebo 51 př. n. l. Julia Caesaris zemřela, měl Octavius pronést smuteční řeč nad jejím hrobem. O dva roky později oblékl mužskou tógu (toga virilis) a v roce 47 př. n. l. byl zvolen do kolegia pontifiků (kněží).
Octavius si tehdy přál připojit se k Caesarovu vojsku v Africe, avšak pro odpor své matky Atie od svého záměru upustil. Teprve v dalším roce svolila, aby se přidal k Caesarovi na jeho výpravě proti Pompeiovým synům v Hispánii. Octavius ale onemocněl, takže nemohl odcestovat. Když se uzdravil, plavil se po moři za Caesarem, ale jeho loď ztroskotala. Jen s několika společníky pak prošel nepřátelským územím, čímž na svého prastrýce učinil veliký dojem. Protože Caesar neměl žádného zákonného potomka, osvojil svého prasynovce a dovolil mu v roce 46 př. n. l. účast na svém triumfálním průvodu Římem. Octavius měl sloužit v plánovaném tažení proti Parthům jako velitel jízdy (magister equitum) a společně se svými přáteli Marcem Vipsaniem Agrippou a Salvidienem Rufem byl poslán napřed do ilyrské Apollonie, kde podstoupil vojenský trénink a rozvíjel své znalosti studiem. Na jaře roku 44 př. n. l. ho zde však zastihla zpráva o Caesarově zavraždění.

### Vzestup k moci

#### Caesarovým dědicem

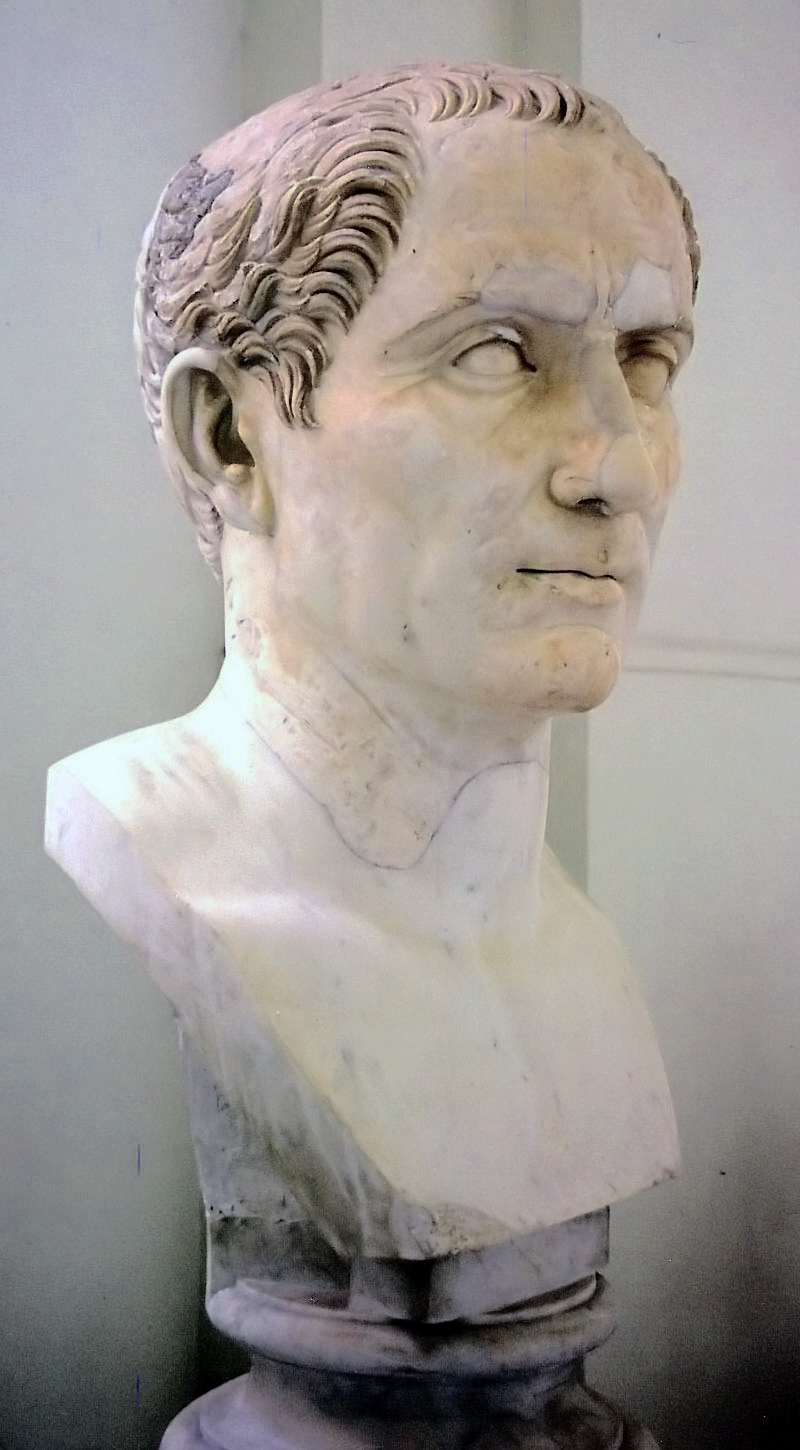
Gaius Julius Caesar

Octavius odmítl rady vojáků, aby vyhledal ochranu u vojska v Makedonii, a místo toho se vypravil do Itálie. Po přistání nedaleko města Brundisium se dozvěděl o obsahu Caesarovy poslední vůle, v níž ho diktátor adoptoval a určil za dědice dvou třetin svého majetku. Dodatečná, testamentární adopce byla sice neobvyklá, přesto obsahovala všechny náležitosti. Caesarovo jmění mu však prozatím zůstávalo nedostupné. Proto po příchodu do Brundisia, kde byl vřele uvítán Caesarovými vojáky, zabavil válečnou pokladnici uloženou zde k připravované válce s Parthy. Nato Octavianus začal shromažďovat dřívější Caesarovy legionáře, k čemuž využíval svého postavení Caesarova dědice. Zástup Octavianových přívrženců se během jeho cesty do Říma, kam dorazil 6. května 44 př. n. l., rozrostl na vojsko 3000 oddaných veteránů.
V konfliktu mezi Caesarovými stoupenci, kteří se shromáždili kolem Marca Antonia, a republikánsky smýšlejícími Caesarovými vrahy Gaiem Cassiem Longinem, Marcem Brutem a Decimem Iuniem Brutem nehrál Octavianus zpočátku žádnou roli. Marcus Antonius si jako nejbližší Caesarův spolubojovník a jeho kolega v konzulátu pro rok 44 př. n. l. činil nárok na vedení caesarovské frakce, pročež se zdráhal Octavianovi vydat diktátorův majetek. Ten i přesto Caesarovým vojákům a obyvatelům Říma vyplatil dary, které jim diktátor slíbil v závěti, k čemuž neváhal vydražit vlastní majetek. Díky tomu přešla část Caesarových příznivců od Antonia k Octavianovi. V září zahájil řečník a jeden z nejvlivnějších senátorů Marcus Tullius Cicero své projevy proti Antoniovi, v nichž ho označil za největší hrozbu senátu a Římanů. Vědom si skutečnosti, že se veřejné mínění v Římě začíná obracet proti němu, pokusil se Antonius získat správcovství Předalpské Galie, která však již byla přiřčena Decimu Juniu Brutovi. Octavianus mezitím zvětšil svoji soukromou armádu a v listopadu přesvědčil penězi dvě z Antoniových legií, aby se přidaly na jeho stranu. Antonius, zneklidněný rostoucí Octavianovou mocí, poté k úlevě senátorů opustil Řím a v čele svých zbývajících sil ustoupil na sever.

#### Spojenectví s republikány
Decimus Brutus odmítl vydat Předalpskou Galii (tj. severní Itálii), načež byl Antoniem obležen v Mutině (dnešní Modena). Usnesení senátu o zastavení nepřátelství Antonius jednoduše ignoroval, neboť senát nedisponoval žádným vojskem. Tím se naskytla příležitost pro Octaviana a jeho armádu. Marcus Tullius Cicero, který nepatřil ke spiklencům, avšak sympatizoval s republikánskou věcí, podporoval Octaviana, jehož považoval za mladého a nezkušeného muže, v naději, že bude představovat protiváhu k Antoniovi. Octavianus zdánlivě přistoupil na tento obchod, přitom se ale opíral o schopné rádce, jako byl například zámožný Gaius Cilnius Maecenas, s jejichž pomocí sledoval vlastní cíle. Kombinací Ciceronova vyjednávání a vojenského nátlaku byl Octavianus 1. ledna 43 př. n. l. přijat do senátu, obdržel neomezenou vojenskou moc (imperium) a byla mu propůjčena konzulská pravomoc deset let před dosažením zákonem předepsané věkové hranice. Octavianus tak otevřeně vstoupil do spojenectví s republikány. Senát ho poté vyslal k Mutině, kde spolu se senátním vojskem vedeným konzuly Aulem Hirtiem a Gaiem Vibiem Pansou porazil v dubnu Antoniovy vojáky a přinutil je k ústupu do Zaalpské Galie.
Oba republikánští vojevůdci přišli v tomto boji o život, přičemž není zcela vyloučen Octavianův podíl na jejich smrti. Senát se nyní pokusil předat velení nad konzulským vojskem Decimu Brutovi. Octavianus se však proti tomu vzepřel, a navíc pro sebe požadoval uvolněný konzulát a zrušení usnesení, kterým byl Antonius prohlášen za veřejného nepřítele. Když to senát odmítl, vytáhl Octavianus s osmi legiemi na Řím a 19. srpna 43 př. n. l. si státním pučem vynutil zvolení konzulem a zavržení Caesarových vrahů. Mezitím Marcus Antonius shromáždil s pomocí Marca Aemilia Lepida své rozptýlené legie v Galii. To Octaviana přimělo, aby změnil stranu a uzavřel spojenectví s vůdci caesarovské frakce, k čemuž mu dopomohla i jeho nynější role Caesarova mstitele. Podle vzoru Caesara, Pompeia a Crassa vytvořili Octavianus, Marcus Antonius a Lepidus v říjnu 43 př. n. l. poblíž Bononie (Bologna) druhý triumvirát. Ke stvrzení vzájemného spojenectví posloužila svatba Octaviana s Antoniovou nevlastní dcerou Clodií.

#### Druhý triumvirát

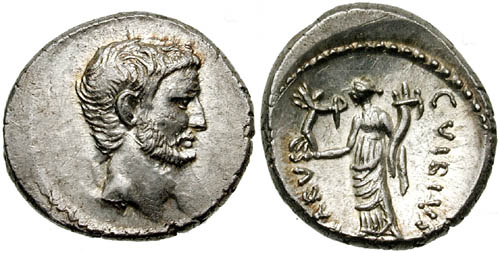
Mince s portrétem Marca Antonia

„Vláda tří mužů k nastolení pořádku ve státě“ (tresviri rei publicae constituendae), jak bylo oficiálně nazýváno toto spojenectví, spočívala na vojenské moci triumvirů, neboť pod jejich velením se nacházelo daleko nejvíc římských legií. Triumvirové si v listopadu 43 př. n. l. nechali plebejským shromážděním udělit diktátorskou pravomoc na dobu pěti let. Stejně jako za Sullovy diktatury byl zveřejněn seznam proskribovaných osob – 300 senátorů a 2000 jezdců, které směl kdokoliv beztrestně zavraždit. Hlavním motivem proskripcí byla snaha triumvirů opatřit si peníze k zaplacení vojska v nadcházejícím konfliktu s Caesarovými vrahy. Odměny poskytované za zadržení přiměly mnohé Římany k pronásledování proskribovaných, jejichž majetek byl posléze zabaven triumviry. Podle Suetonia se měl Octavianus proskripcí nejprve stranit, později se ale do nich zapojil s mnohem větší brutalitou a neúprosností než jeho kolegové. Postiženými nebyli jen spojenci vrahů. Kromě řady jiných optimátů se stal obětí masakru politických soupeřů triumvirů také Cicero kvůli Antoniově nenávisti. Proskripce zdaleka nesplnily finanční očekávání triumvirů, nicméně toto krveprolití zcela zdecimovalo republikánské elity v římském senátu. Prořídlý sbor triumvirové následně doplnili svými loajálními stoupenci. Podobnému zacházení byli vystaveni republikánsky smýšlející magistráti i v ostatních italských městech. Tato a další opatření rozhodujícím způsobem podlomila sílu vůdčích republikánských vrstev římské společnosti, čímž triumvirové zřejmě neúmyslně připravovali půdu pro pozdější nástup principátu. Právě tento převrat byl tím, co historik Ronald Syme, kriticky hodnotící Augusta, označil jako „Římskou revoluci“ (Roman revolution).
Dne 1. ledna roku 42 př. n. l. prohlásil senát Caesara za boha (Divus Iulius). Když si Marcus Antonius a Octavianus zajistili svou pozici v Itálii a nashromáždili dostatek finančních prostředků, vypravili se s 28 legiemi do Řecka, kde si zatím jejich nepřátelé Gaius Cassius a Marcus Brutus vytvořili vlastní mocenskou základnu. Kvůli Octavianovu chatrnému zdraví spočívala hlavní tíha boje na Antoniovi a jeho vojenských zkušenostech. Porážka republikánů ve dvou bitvách u Filipp v Makedonii v říjnu 42 př. n. l. se pokládá za okamžik definitivního zániku římské republiky. Vítězství v obou střetnutích bylo dosaženo především zásluhou Antoniových vojáků, což vedlo k posílení jeho role v triumvirátu. Antonius později využil této skutečnosti k znevažování Octaviana, jehož dokonce označoval za zbabělce, neboť přenechal vojenské velení Marcu Agrippovi.
Triumvirové si po vítězství rozdělili vládu nad římským impériem: Marcus Antonius se odebral do Egypta, kde se spojil s královnou Kleopatrou, bývalou milenkou Julia Caesara; Lepidovi byla svěřena severní Afrika – tehdejší obilnice Říma, kdežto Octavianus obdržel provincie Galii, Hispánii a Itálii. Na jeho bedrech navíc spočinul obtížný úkol přidělit veteránům půdu v Itálii. Zaopatřování veteránů po skončení války musel zajišťovat každý vítězný vojevůdce již od dob Mariovy reformy. Tím si dotyčný velitel zabezpečoval politickou podporu vysloužilých vojáků a zároveň získával důvěru budoucích legionářů. Při přerozdělování půdy v roce 42 př. n. l. docházelo často k násilnému vyvlastňování a vyhánění nejen jednotlivých vlastníků, nýbrž i obyvatel celých osmnácti měst. Octavianus se tehdy stal v Itálii všeobecně nenáviděnou osobou.

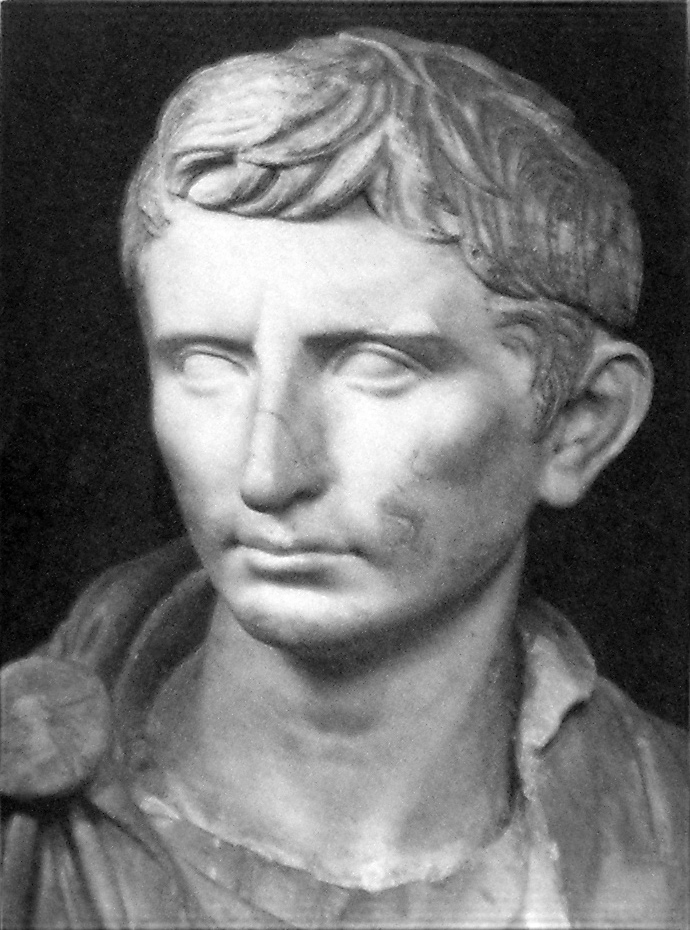
Socha Octaviana, kolem roku 30 př. n. l.

Šířící se nespokojenost s Octavianovým počínáním vedla mnoho Římanů, aby se obrátili na Antoniova bratra Lucia Antonia, kterého podporovala většina senátorů. V téže době požádal Octavianus o rozvod s Clodií. Tím však popudil její matku a Antoniovu manželku Fulvii, jež poté spolu s Luciem Antoniem shromáždila v Itálii vojsko proti Octavianovi. Vzbouřenci však byli snadno poraženi a obklíčeni ve městě Perusia (Perugia), které Octavianus přinutil ke kapitulaci na počátku roku 40 př. n. l. Lucius byl díky svému příbuzenství s Antoniem ušetřen, zatímco Fulvia musela odejít do vyhnanství v řeckém Sikyónu. Vůči Luciovým spojencům ovšem Octavianus neprojevil tolik shovívavosti. 15. března, v den čtvrtého výročí Caesarovy smrti, nechal popravit 300 senátorů a jezdců, přičemž Perusia byla vypleněna a srovnána se zemí pro výstrahu ostatním.
Marcus Antonius se mezitím na východě sblížil s egyptskou královnou Kleopatrou. Vědom si zhoršující se Octavianovy pozice, opustil Antonius Alexandrii a vypravil se s vojskem do Itálie, kde oblehl Brundisium (dnešní Brindisi). Válka mezi oběma triumviry byla na spadnutí. Avšak centurioni obou armád, z nichž mnozí se velmi dobře znali a často byli v příbuzenském vztahu, se odmítli proti sobě postavit, v čemž jejich příkladu následovali i prostí legionáři. V téže době zemřela v Sikyóně Antoniova manželka Fulvia. Její smrt a vzpoura vojáků přiměly oba soky k obnovení spojenectví. Na podzim roku 40 př. n. l. uzavřeli Antonius a Octavianus v Brundisiu smlouvu, podle níž byla Lepidovi ponechána Afrika, Antoniovi východ a Octavianovi západ. Italský poloostrov měl být nadále spravován společně, jelikož se ale Antonius záhy vrátil na východ, zůstala vláda nad Itálií v rukou Octaviana. K utužení obnovené aliance se Antonius na konci roku 40 př. n. l. oženil s Octavianovou sestrou Octavií.
Po rozvodu s Clodií se Octavianus oženil v témže roce se Scribonií, jež byla spřízněna s Pompeiovým synem Sextem Pompeiem. Ta mu porodila dceru Julii, jež byla jediným vlastním potomkem Octaviana. Ani ne po roce manželství však Octavianus v den Juliina narození Scribonii zapudil a v roce 38 př. n. l. se oženil s Livií Drusillou. Skandál byl umocněn tím, že přijal Livii do svého domu předtím, než se rozvedla se svým dosavadním manželem, přesvědčeným republikánem Tiberiem Claudiem Neronem. Tato žena, která se stala Octavianovou nejbližší rádkyní, přivedla do svazku s ním dva syny z předchozího manželství: Tiberia a Drusa.
Poslední politický soupeř triumvirů s velkou vlastní vojenskou mocí byl Sextus Pompeius. Pomocí své flotily ovládal Sicílii a Sardinii a ohrožoval zásobovací trasy do Itálie, což zásadně podkopávalo Octavianovu autoritu. Na nátlak senátu uzavřel Octavianus s Pompeiem v roce 39 př. n. l. smlouvu z Misena, čímž byla blokáda Itálie uvolněna za cenu uznání Pompeiovy vlády nad Sardinií, Korsikou, Sicílii a Peloponésem. Aliance se Sextem Pompeiem byla však narušena již zmiňovaným Octavianovým rozvodem se Scribonií. Nicméně k přímému útoku na Pompeia chyběly Octavianovi dostatečné námořní síly. V roce 37 př. n. l. se triumvirové dohodli v Tarentu na prodloužení své výjimečné moci o dalších pět let. Antonius se navíc zavázal poskytnout Octavianovi 120 lodí výměnou za 20 000 legionářů, které Antonius potřeboval k tažení proti Parthům. V roce 36 př. n. l. zahájili Octavianus a Lepidus společnou námořní operaci proti Pompeiovi na Sicílii. I přes počáteční Octavianovy nezdary byla flotila Sexta Pompeia takřka úplně zničena v září 36 př. n. l. Marcem Agrippou v bitvě u Naulochu. Pompeius následně uprchl do Asie, kde byl v Mílétu o rok později zajat a popraven jedním z Antoniových velitelů. Lepidus sice žádal Sicílii pro sebe, avšak jeho vojsko ho opustilo a přešlo k Octavianovi, načež se Lepidus vzdal. Octavianus mu dovolil ponechat si úřad nejvyššího velekněze (pontifex maximus), nadále již ovšem nebyl členem triumvirátu, čímž jeho politická kariéra skončila. Zbytek života strávil Lepidus ve faktickém vyhnanství ve své vile v Circeiích. Vláda nad římským světem byla nyní rozdělena mezi Octaviana na západě a Antonia na východě.

#### Boj o samovládu

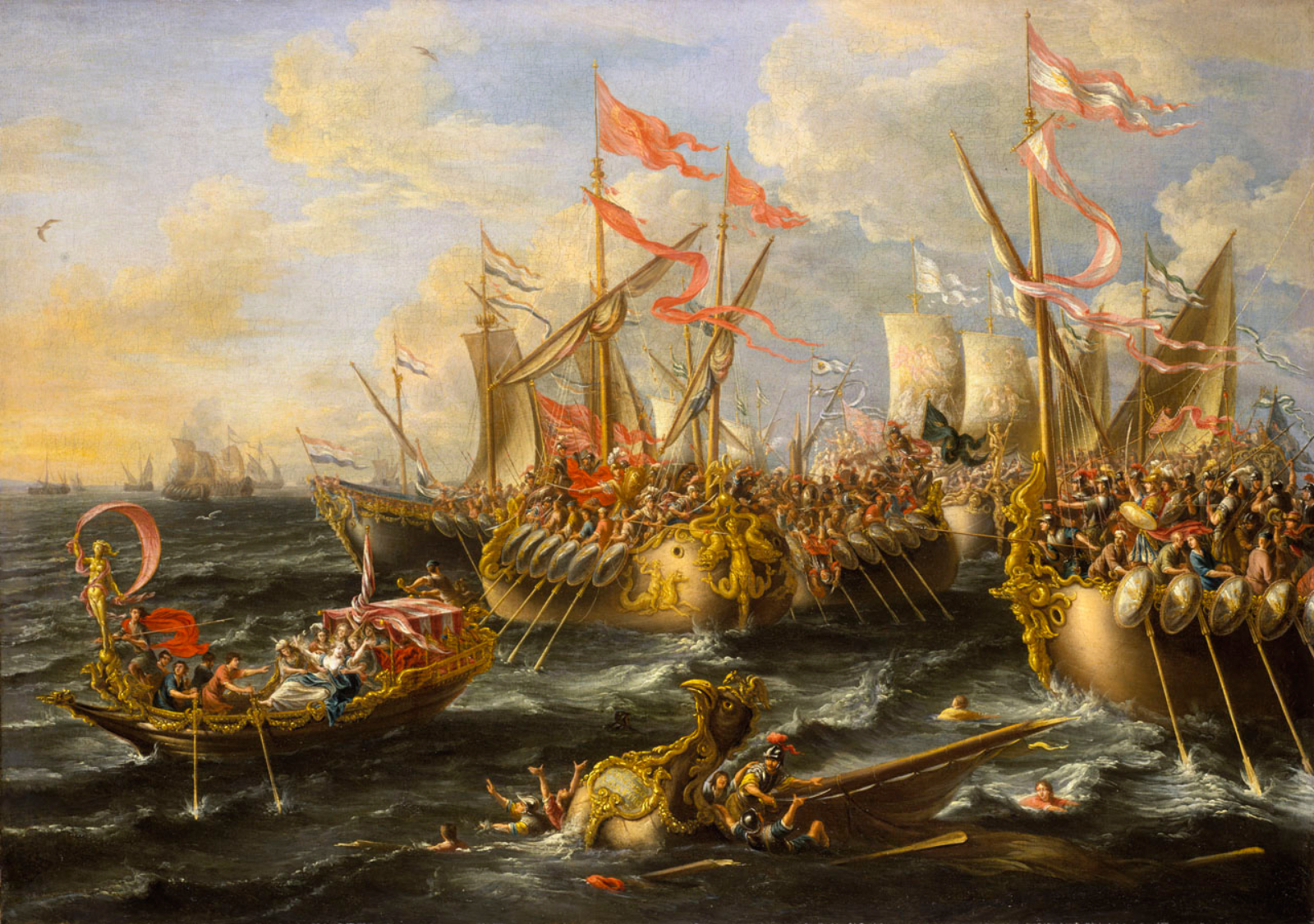
Bitva u Actia, obraz od Lorenza Castra

Zatímco Octavianus podnikl v letech 35 a 34 př. n. l. menší tažení v Ilýrii, přišel jeho soupeř o svoji reputaci vítězného vojevůdce neúspěšnou válkou proti Parthům, kteří již od roku 40 př. n. l. pronikali pod velením republikánského velitele Quinta Labiena do Sýrie. Antonius se po této porážce vrátil do Egypta, kde se oddával milostnému vztahu s Kleopatrou. V roce 32 př. n. l. se kvůli ní rozvedl se svojí manželkou a Octavianovou sestrou Octavií. Octavianus dokázal Antoniova zalíbení v egyptské panovnici obratně propagandisticky využít tvrzením, že ztratil své římské občanství, neboť zavrhl zákonnou římskou manželku kvůli egyptské milence. Obdarováním Kleopatry a jejích dětí částmi římského území na východě Antonius pozvolna ztrácel v Římě své politické spojence. Octavianus zatím dále vystupňoval své útoky proti Antoniovi, přičemž se nezalekl ani svatokrádeže, když dal zveřejnit Antoniovu závěť uloženou v chrámu panen Vestálek. V té byly za jeho dědice určeny Kleopatřiny děti (nelze však vyloučit, že se jednalo o podvrh). Na konci roku 32 př. n. l. senát oficiálně odebral Antoniovi jeho konsulskou moc a vyhlásil válku Kleopatře. Octavianovi se tak podařilo navodit dojem, že Řím vede válku proti zahraničnímu nepříteli, třebaže ve skutečnosti se jednalo o vnitropolitický zápas mezi ním a Marcem Antoniem.
Na počátku roku 31 př. n. l. přepravilo loďstvo pod Agrippovým velením Octavianovo vojsko do Řecka. Agrippa poté sevřel Antoniovu a Kleopatřinu flotilu v Ambrakijském zálivu, čímž znemožnil zásobování Antoniových legií na pevnině. Antonius, jehož izolované vojsko začalo být sužováno dezercemi, se nakonec uchýlil k zoufalému pokusu prorazit Agrippovu námořní blokádu. 2. září roku 31 př. n. l. byla svedena bitva u mysu Actia, v níž Antoniovo loďstvo podlehlo Octavianově flotile pod velením Agrippy. Antonius jen se zbytky svých sil následoval Kleopatru unikající po moři do Egypta. Po příchodu Octavianových vojáků do Alexandrie v srpnu roku 30 př. n. l. si Marcus Antonius ukončil život, když nalehl na svůj meč. Nedlouho po něm se Kleopatra nechala dobrovolně uštknout hadem, jelikož se nechtěla stát atrakcí v Octavianově triumfu. Kleopatřiny a Antoniovy děti Octavianus ušetřil, ovšem Caesarion, syn Julia Caesara a Kleopatry, byl bez milosti zavražděn, neboť jak řekl Octavianus: „dva Caesarové jsou příliš“. Tento skutek jasně demonstroval klíčový rozdíl mezi Juliem Caesarem a Octavianem. Zatímco Caesar dával po vítězství průchod své shovívavosti, Octavianus své krutosti. Egypt byl jako provincie připojen k římské říši a desetiletí trvající občanské války skončily. Na důkaz toho, že v celé říši zavládl mír, nechal Octavianus 12. ledna roku 29 př. n. l. zavřít bránu chrámu boha Iana na Foru Romanu – teprve potřetí v celých dosavadních římských dějinách.

### Prvním císařem

#### Založení principátu

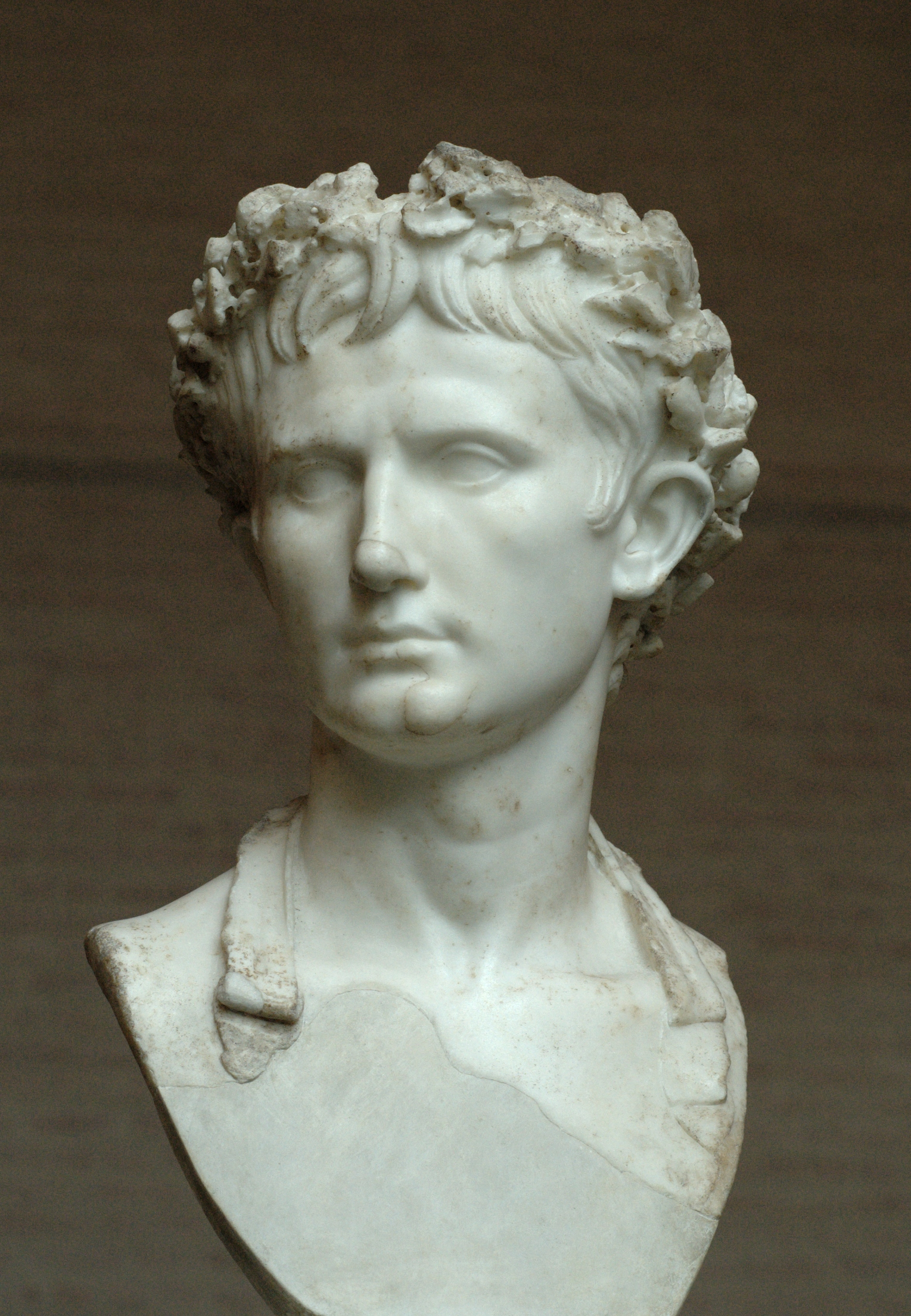
Augustus s občanskou korunou (corona civica), glyptotéka v Mnichově.

Když se Octavianus v létě roku 29 př. n. l. vrátil z východu do Říma, stál před stejným problémem, na kterém před patnácti lety ztroskotal Julius Caesar: vytvořit takový systém vlády, který by byl v souladu s více než 400 let starým, tradičním republikánským uspořádáním římského státu, a současně legalizovat novou skutečnost, že vláda nad ním už nenáleží senátu, konzulům ani ostatním republikánským institucím, nýbrž velitelům legií. Ti se již od dob Maria a Sully stále častěji domáhali násilím diktátorských pravomocí. Jeho cílem proto bylo sladit svoji veskrze diktátorskou moc s republikánskou ústavou a dodat tomuto protiprávnímu jednání háv zákonnosti. Prostá obnova republiky nepřicházela pro Octaviana v úvahu ze dvou důvodů: vůdčí aristokratické vrstvy byly občanskou válkou a proskripcemi takřka zlikvidovány. Obrovský územní rozsah říše navíc vyžadoval ke své obraně značný počet legií, přičemž jejich velitelé by se ocitali ve značném pokušení uzurpovat moc do vlastních rukou.
Od okamžiku svého návratu hledal Octavianus podporu u starých šlechtických rodů a snažil se obnovit respekt a vážnost republikánských institucí. Ze senátu nechal vyloučit skoro 200 jeho členů, které neseznal hodnými této instituce. Současně ale doplňoval prořídlé řady senátu povyšováním zasloužilých osob do patricijského stavu. Sám sebe nazýval – jak skromně zdůrazňoval – prvním senátorem (princeps senatus), což byl titul, udělovaný již v minulosti, který měl charakterizovat Octavianovo postavení jako „prvního mezi rovnými“ (primus inter pares). Pro Augustem nastolenou vládní formu se odtud vžil pojem principát, tedy „vláda prvního občana“ (princeps). Navzdory svému tradičnímu odporu proti jakékoli formě samovlády byli Římané v důsledku zmatků a chaosu předchozích desetiletí ochotní odevzdat veškerou moc do rukou jediného muže. Octavianus byl ale do té míry realista, že neusiloval o získání královského titulu. Na místo toho se ujal výkonu různých stávajících republikánských úřadů, jejichž (nezákonné) spojení mu zajistilo v podstatě monarchistické postavení ve státě, zároveň ale mohl předstírat, že respektuje republikánskou ústavu a zákony. Ostatně, jak dokázal v časech boje proti Marcu Antoniovi, uměl Octavianus výtečně využívat politické propagandy. Na konci svého života podal v soupise svých činů (Res Gestae Divi Augusti) následující výklad svého jednání:
„Během mého šestého a sedmého konzulátu (to znamená v letech 28 a 27 př. n. l.), když jsem ukončil občanské války, získal jsem za všeobecného souhlasu nejvyšší moc, již jsem odevzdal zpět k svobodnému nakládání senátu a římskému lidu. Za tyto mé zásluhy mě senát svým usnesením jmenoval Augustem. (…) Od této doby jsem sice převyšoval ostatní občany svou vážností a autoritou, ovšem na moci jsem neměl větší podíl než ti, kteří byli mými kolegy v úřadu.“
Dne 13. ledna roku 27 př. n. l. Octavianus předal veškeré mimořádné plné moci opět do rukou senátu, čímž byla republika formálně obnovena (res publica restituta). Potud se realita shoduje s Augustovým popisem. Už následujícího dne ale senát svěřil Octavianovi správu poloviny provincií, v nichž byla dislokována většina legií. Protože si Octavianus – prostřednictvím legátů – podržel velení vojsku, zůstal jediným vojenským vládcem a patronem vojáků. Říše se členila na císařské a senátorské provincie. Dalším republikánským prvkem nového státního uspořádání byl návrat ke každoročnímu ustavování magistrátů. V nadcházejících letech však princeps pravidelně zastával jeden ze dvou konzulátů. To se změnilo teprve revizí státního zřízení uskutečněnou 1. července 23 př. n. l. S výjimkou dvou let Augustus už od této doby úřad konzula nevykonával. Na místo toho mu byla udělena doživotní tribunská moc – tribunicia potestas (nikoli samotný úřad tribuna lidu). Tím nabyl oprávnění svolávat lidové shromáždění, navrhovat zákony a vetovat usnesení senátu. Senát přiznal Augustovi také imperium proconsulare maius („moc nad všemi prokonzuly“), čímž mu bylo zajištěno nadřazené postavení vůči správcům provincií. Rovněž směl být nadále doprovázen dvanácti liktory a v senátu zaujímal místo mezi oběma úřadujícími konzuly. Principát tak byl jakousi zastřenou monarchií. Augustus upustil od absolutní moci a připustil určitou účast senátorů na řízení státních záležitostí, zároveň si ale uchoval kontrolu nad všemi důležitými funkcemi ve státě a v armádě.
Na návrh Lucia Munatia Planca udělil senát Octavianovi 16. ledna 27 př. n. l. čestný titul Augustus, „Vznešený“. Ten měl Octavianovi dodávat spíše náboženskou než politickou autoritu (v tomto ohledu byl významnější titul principa). Toto jméno mělo jeho nositele postavit na roveň Romulovi, legendárnímu zakladateli Říma, a současně poskytovalo duchovní rozměr jeho nejvyšší politické moci ve státě, jakým konzulové z dob republiky nikdy nedisponovali. Kromě tohoto titulu mu dal senát vystavit v kurii zlatý štít, na němž byly velebeny Augustovy ctnosti (virtus, pietas, clementia, iustitia – „odvaha, zbožnost, laskavost, spravedlnost“). Okázalé odznaky moci v podobě žezla či diadému však Augustus odmítl. Po smrti Marca Aemilia Lepida v roce 13 př. n. l. převzal Augustus také úřad nejvyššího kněze (pontifex maximus), a upevnil tak svoji pozici nejvyšší autority v rámci římského náboženství. V roce 2 př. n. l. jmenoval senát Augusta „otcem vlasti“ (pater patriae). Na tento titul byl Augustus obzvláště hrdý, neboť symbolizoval více než pouhou čestnou hodnost. Každému Římanovi tím dával jasně najevo, že má vůči všem obyvatelům říše stejné postavení, jaké požíval otec římské rodiny (pater familias) ve vztahu k jejím členům.
Nové státní zřízení nebylo Římany přijato zcela bez odporu. Obzvláště patricijské rody staré senátorské šlechty, na které pohlížel Augustus s mírným despektem, se jen obtížně vyrovnávaly se ztrátou své dosavadní moci. Některé prameny zmiňují, že Augustus se po svém návratu z východu pohyboval v senátu s brněním ukrytým pod tógou. Senátory prý přijímal jen po jednom a až poté, co absolvovali tělesnou prohlídku. Četná spiknutí jako například komplot Maecenatova švagra Lucia Licinia Varra a Fannia Caepia, který byl odhalen v roce 23 nebo 22 př. n. l., ukazovala, že Augustem nastolený řád vyvolával mezi Římany ještě po několika letech značný odpor. Poněvadž datum tohoto spiknutí nelze přesně určit, zůstává dodnes nejasné, zda se jednalo o příčinu, či následek změn principátu provedených v roce 23 př. n. l.
Důvod, proč byl nakonec nový systém vlády Římany akceptován, spočíval zčásti v tom, že Augustus dával ostentativně najevo svoji úctu ke starým republikánským institucím, starobylým zvykům a právům. Třebaže však jeho současníci mohli tvrdit, že stará republika a její instituce stále trvají, mnozí si uvědomovali, že jde pouze o zdání navozené Augustovou zdařilou propagandou. Koneckonců směrodatným se ukázal strohý fakt, že principát – oproti Sullovu nebo Caesarovu režimu – opravdu fungoval, a navíc jeho jedinou alternativou byly občanské války. Dalším činitelem úspěchu nového režimu, který by neměl být podceňován, byl čas: Augustus po dosažení samovlády panoval více než čtyřicet let, tedy déle než kterýkoli jeho nástupce. Římané si tak v podstatě zvykli na vládu prvního občana. V době Augustovy smrti žilo již jen málo lidí, kteří by si uchovali v paměti období republiky. Augustův nový řád díky tomu přetrval více než 300 let až do vlády císaře Diocletiana.

#### Hospodářské a společenské reformy

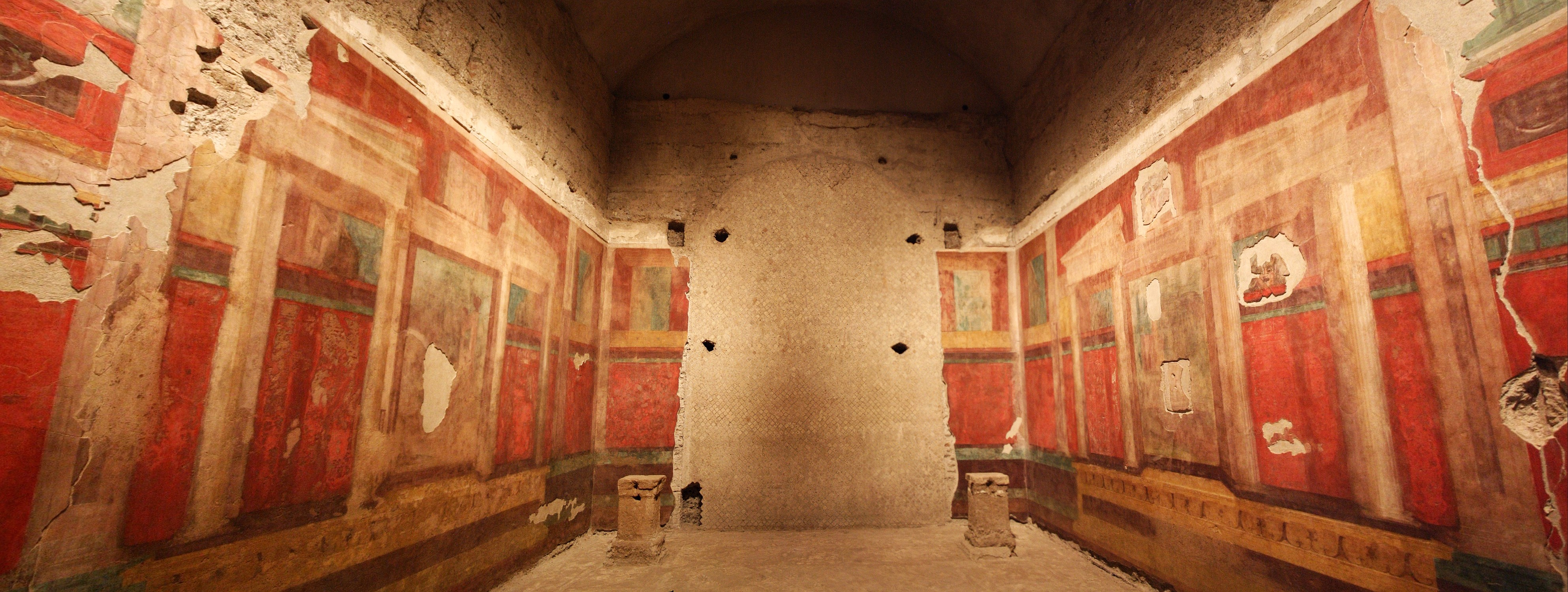
Fresky v Augustově paláci na římském Palatinu

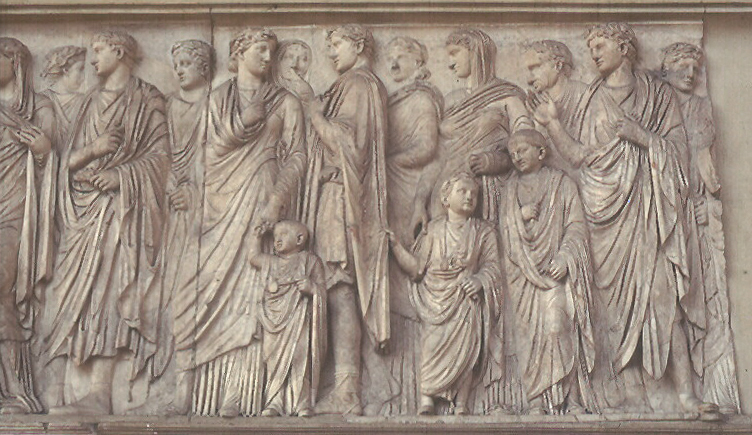
Ara Pacis – Oltář míru, na reliéfu znázorněna Augustova rodina

Podobně náročný úkol jako změna ústavy státu představovala vnitřní a vnější stabilizace říše, její hospodářské zotavení, obnova práva a pořádku v Římě a v provinciích a zabezpečení hranic. Předpoklady pro všeobecný hospodářský rozmach byly po bitvě u Actia příznivější než v předchozích desetiletích. Augustus rozpustil více než polovinu všech legií, které se v roce 31 př. n. l. nacházely ve zbrani (na konci občanských válek jich existovalo přes šedesát), jelikož udržování tak obrovského vojska znamenalo příliš velkou zátěž pro hospodářství státu. Reorganizací vojska vytvořil Augustus první stálé římské vojsko, jež se skládalo z 28 legií o 150 000 mužích doplněných stejným počtem vojáků pomocných sborů (auxilia). Všechny vojenské síly byly rozmístěny ve značné vzdálenosti od Říma podél neklidných hranic impéria, kde se mělo zabránit riziku možné vzpoury vojáků. V roce 27 př. n. l. byla založena také pretoriánská garda, původně osobní tělesná stráž velitele na bojišti, jež se vyvinula v císařskou gardu a významného politického činitele ve městě Římě. Oproti situaci před dvanácti lety nebylo však nutné za účelem obdarování veteránů sáhnout ke konfiskacím, neboť nezměrná kořist, která padla Římanům do rukou v podobě egyptské státní pokladny, postačovala k nakoupení potřebné půdy. V Itálii a v provinciích se tak vyvinula široká vrstva Augustovi oddaných zemědělců – vojenských veteránů. Své stoupence ve městě Augustus odměnil zlatem a funkcemi ve státní správě, čímž vznikla nová vládnoucí společenská třída, jejíž postavení a majetek bylo závislé na existenci principátu.
V provinciích, které byly dosud postihovány vysokými daněmi, odvody branců a postupem armád, se pozvolna obnovila určitá míra blahobytu. Augustus obnovil právní jistotu a zabránil do té doby obvyklému plenění provincií ze strany dřívějších republikánských úředníků a výběrčích daní stanovením pevné daňové sazby, jejíž výtěžky byly prostřednictvím císařem dosazených úředníků odváděny přímo do Říma. Skončila tak dosavadní praxe drancování provincií vysloužilými magistráty. Tacitus, jinak jeden z nejtvrdších kritiků principátu, uznával Augustovu velkou zásluhu na zlepšení hospodářských a životních podmínek provinciálů. Dodnes je Augustova politika pokládána za vzorový příklad konsolidace státu. Historik Velleius Paterculus shrnul několik let po Augustově smrti působení jeho politiky následujícím způsobem:
„Pole byla opět obdělávána, bohové uctíváni, lidé se těšili klidu a míru a byli si jistí držbou vlastního majetku.“
Reorganizaci provincií prováděl Augustus zpočátku sám. Již v létě roku 27 př. n. l. se vypravil do severozápadních teritorií říše, kde strávil několik následujících let. Nejprve pobýval v Galii, která byla od dob Caesarova podrobení ponechávána svému osudu. Po úpravě zdejších poměrů podnikl Augustus vojenské tažení na sever Pyrenejského poloostrova do Kantábrie, která dosud nepatřila k říši, a začlenil její území do provincie Hispania Tarraconensis. Během zpáteční cesty do Říma v roce 23 př. n. l. Augustus vážně onemocněl, dokonce i jeho rodina a nejbližší přátelé očekávali principovu smrt. Přestože se posléze uzdravil, přiměla ho tato zkušenost k rozhodnutí již nikdy nevést své legie osobně do války.
Jedním z charakteristických znaků Augustovy vlády byla snaha o obnovu starodávných zvyků a mravnosti římské společnosti. V roce 19 př. n. l. zřídil senát z Augustova podnětu tzv. cura morum, jíž byl určen dohled nad mravností. V dalším roce vydal senát zákon, jenž zpřísňoval tresty za cizoložství a zavedl všeobecnou povinnost vstupovat do manželství. Samotný Augustus přitom v dobách svého mládí nepatřil k vzorným příkladům starořímských ctností – vynucený rozvod jeho ženy Livie s jejím předchozím manželem byl toho nejzřejmějším důkazem. Ovšem nyní viděl Augustus ve zdůrazňování tradičních hodnot prostředek k napravení mravního úpadku zapříčiněného občanskými válkami. Principova vážnost (dignitas) a autorita (auctoritas) si přirozeně žádaly, aby Augustus a jeho rodina šli příkladem. Což ale Augusta přivedlo k neshodám s jeho dcerou Julií, která se s otcovými morálními zásadami neztotožňovala. V roce 2 př. n. l. ji proto Augustus osobně obžaloval v senátu z cizoložství. Za trest byla Julie vyhnána na malý ostrov Pandateria. O devět let později, v roce 8 n. l., postihl stejný osud básníka Ovidia, autora díla Ars amatoria („Umění milovat“). Jeho údělem se stalo vyhnanství v osadě Tomis (dnešní rumunská Constanta) na pobřeží Černého moře. Propagandistický obraz principa jako věrného a starostlivého starořímského patrona, který střeží blaho římského lidu, nalezl svůj nejviditelnější výraz v rozsáhlém stavebním programu ve městě Římě. Byly vybudovány užitkové stavby jako například četné akvadukty nebo obrovské sluneční hodiny, především ale různé reprezentativní stavby jako Augustovo forum, Marcellovo divadlo a četné chrámy, které sloužily k posílení Augustovy autority v očích Římanů. V Res gestae divi Augusti Augustus tvrdil, že během jediného roku nechal opravit 82 chrámů. Vergilius se v Aeneidě zase zmiňuje o 300 chrámech, které dal prý Augustus postavit.

#### Zahraniční výboje

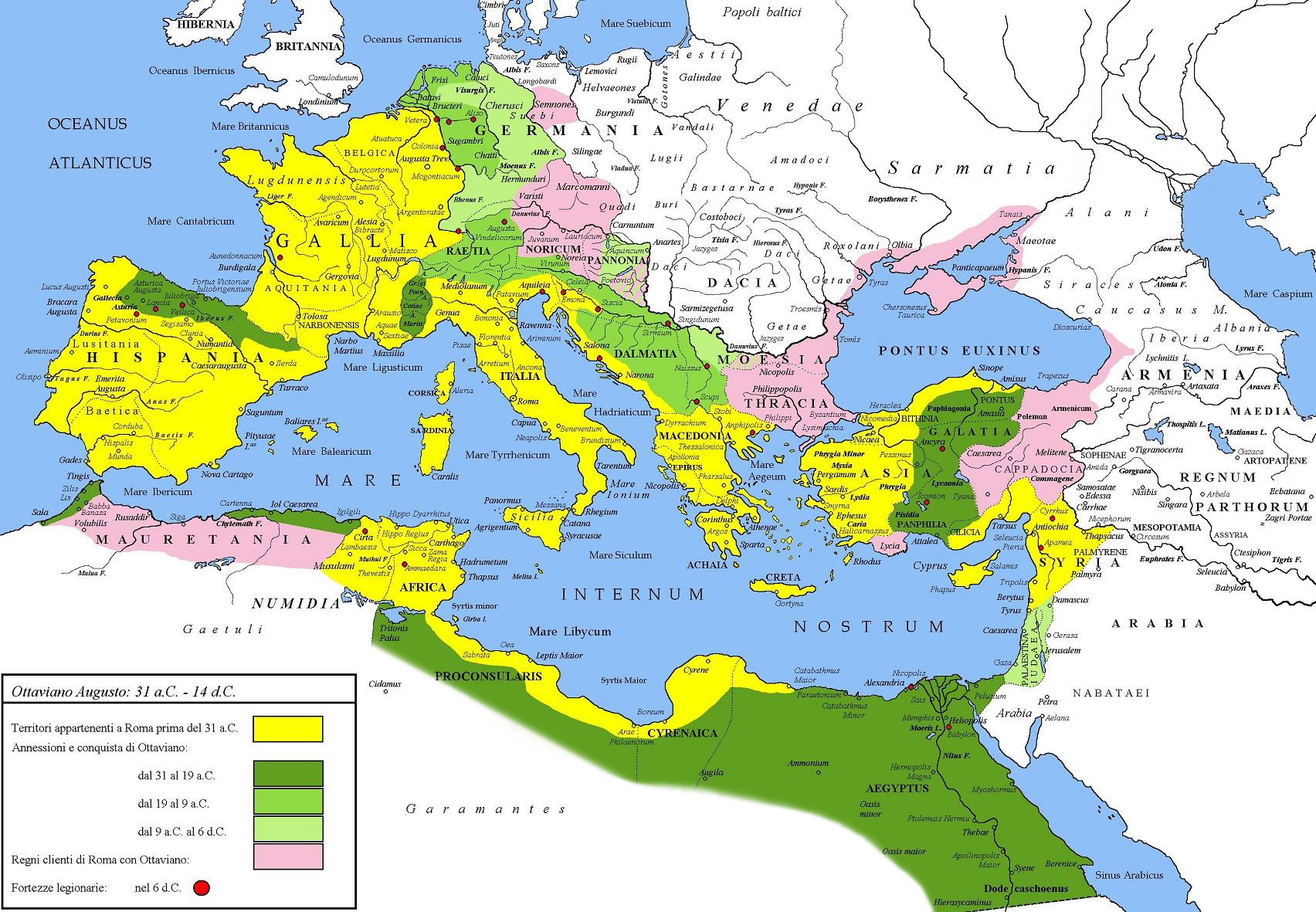
Rozsah římské říše za Augusta; žlutá barva znázorňuje území říše v roce 31 př. n. l., různé odstíny zelené představují země dobyté za Augusta a růžová klientská království.

Augustova zahraniční politika bývá hodnocena převážně jako defenzivní. Obzvláště historikové v 19. století ji pokládali jen za snahu o zabezpečení hranic říše. K tomuto pohledu přispělo také Augustovo odmítnutí realizace tažení proti parthské říši plánované Caesarem v odvetu za Crassovu porážku v roce 53 př. n. l. Pouhá demonstrace vojenské síly postačila k tomu, aby Parthové přijali v roce 20 př. n. l. smlouvu o úpravě hranic a vydání symbolů římských legií ukořistěných v bitvě u Karrh. Toto ve skutečnosti smírné řešení konfliktu bylo v Římě prezentováno jako velkolepé vojenské vítězství. Po vítězství u Actia bylo teritorium římské říše zvětšeno o území Egypta. Expanze na východ pokračovala v roce 25 př. n. l., kdy Římané ustavili provincií Galatii v Malé Asii. Při ochraně východních provincií před parthskou hrozbou se Augustus spoléhal na soustavu klientských království, jako byla Arménie či Kappadokie, zároveň umístil silné vojenské oddíly do Sýrie. Svoji závislost na Římě uznala také severoafrická Mauretánie.
Teorii o Augustově obranné zahraniční politice ovšem nelze přijmout bez výhrad, neboť žádný vojevůdce republiky ani žádný jiný císař nepřipojil k římské říši tak rozsáhlá území (většinou prostřednictvím válečných výbojů) jako Augustus. Třebaže Parthové nadále ohrožovali římský Orient, hlavním bojištěm se ukázala být severní hranice. V roce 19 př. n. l. dokončil Agrippa podmanění kantabrijských kmenů v Hispánii. Vpád Germánů do Galie v roce 16 př. n. l. a porážka římského legáta Marca Lollia v Clades Lolliana si vyžádaly Augustovu dočasnou přítomnost na Rýně. 
Jeho jediným neúspěchem byla římská vojenská tažení do Germánie, která byla pokusem o dobytí pravobřežní Germánie. Dobývání této země zahájil v roce 12 př. n. l. Augustův nevlastní syn Drusus, který v roce 9 př. n. l. pronikl až k Labi. Po jeho náhlé smrti pokračoval v podrobování Germánů mezi dolním Labem a Rýnem Drusův bratr Tiberius, jenž již v předchozích letech zajistil římskou nadvládu v Panonii na západě Balkánu. V roce 6 n. l. se z Carnunta vydala výprava na nepokořené území Markomanů vedených Marobudem, ale byla předčasně ukončena, protože vypuklo povstání v Panonii, především provincii Ilýrie, jež si ke svému zdolání vyžádalo tři roky těžkých bojů. V téže době vytvořil náčelník Cherusků Arminius široké spojenectví germánských kmenů, které v bitvě v Teutoburském lese v roce 9 n. l. zničilo tři římské legie pod velením Publia Quinctilia Vara. Když se Augustus dozvěděl o pohromě Římanů, podle Suetonia prý zvolal: „Quintili Vare, legiones redde!“ („Qunctilie Vare, vrať mi mé legie!“). Římané na to reagovali několika trestnými výpravami vojevůdce Germanica než se z Germánie zcela stáhli. Z východní Galie, Alp a dalmatského pobřeží byl Limes Romanus posunut k řekám Dunaji a Rýnu. Jižně od Dunaje vznikly provincie Raetie, Panonie, Ilýrie a Moesie.

#### Úprava nástupnictví a smrt

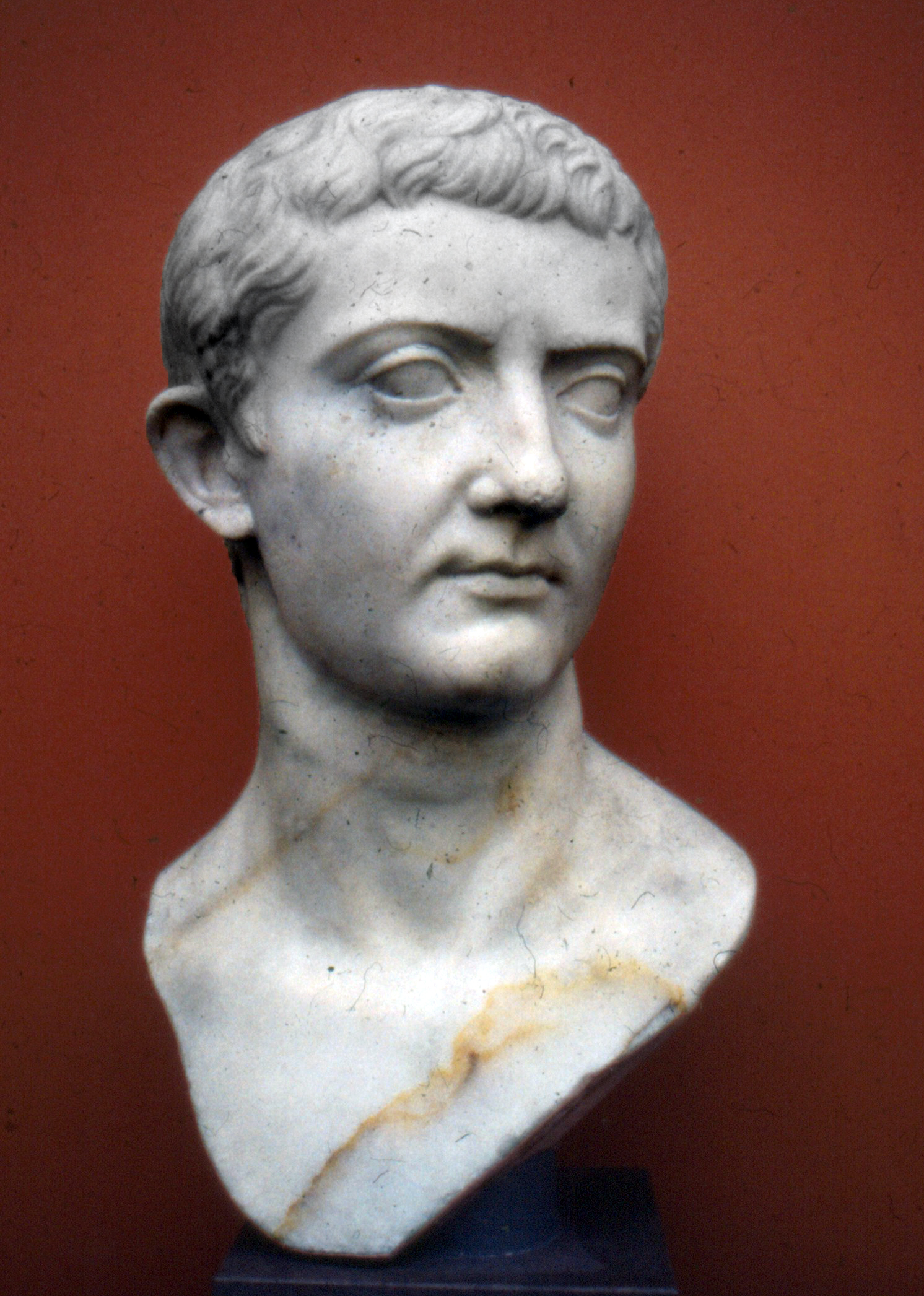
Tiberius, úspěšný vojevůdce a nástupce Augusta

Přestože je Augustus ve všech pramenech z doby svého života líčen jako dobře vypadající muž, byl už od svého dětství slabé tělesné konstituce. Prodělal mnoho těžkých nemocí jako třeba v roce 23 př. n. l., a nikdy tudíž nedoufal, že se dožije na tehdejší dobu vysokého věku sedmdesáti pěti let. Pro zajištění trvalosti jím ustaveného vládního systému se jevila klíčovou otázkou úprava následnictví. Zatímco jeho žena Livia chtěla na trůně vidět jednoho ze svých synů z manželství s Tiberiem Claudiem Neronem, Augustus toužil po vlastním nástupci z rodu Juliů. Jelikož ale neměl žádné syny, přinutil svoji dceru Julii, aby se postupně provdala za několik jím vybraných uchazečů o vládu. V roce 25 př. n. l. se jejím prvním mužem stal Marcus Claudius Marcellus, syn Augustovy sestry Octavie. Upřednostněním svého synovce proti sobě popudil Agrippu, jenž si sám činil oprávněné naděje na to, že se stane Augustovým nástupcem. Nicméně sotva dvacetiletý Marcellus již o dva roky později zemřel, což znovu otevřelo možnost Agrippova následnictví. Augustus tedy v roce 21 př. n. l. přesvědčil svého starého přítele, aby se nechal rozvést se svojí stávající manželkou a oženil se s jeho tehdy pětadvacetiletou dcerou. Z Agrippova a Juliina manželství vzešly dvě dcery a tři synové: Gaius Caesar, Lucius Caesar a po smrti otce narozený Agrippa Postumus. Když Agrippa v roce 12 př. n. l. zemřel, spočívaly Augustovy naděje na jeho starších vnucích, které chtěl adopcí přijmout za syny. Obával se však, aby Livia a jeho nevlastní syn Tiberius oba malé chlapce po jeho smrti nedali odstranit nebo úmyslně neopominuli.
Augustus proto přiměl Tiberia k rozchodu s jeho ženou a Agrippovou dcerou Vipsanií a ke svatbě s Julií, čímž chtěl oba mladé prince ochránit. Patrně si nepřál za svého nástupce Tiberia ani jeho bratra Drusa, jemuž byl více nakloněn. S Tiberiem, který těžce snášel vynucené manželství s Julií, se nakonec dostal do rozepře, načež Tiberius v roce 6 př. n. l. složil všechny úřady a odešel do exilu na ostrov Rhodos. K určitému vzájemnému usmíření mezi oběma muži došlo poté, co byla Julia vypovězena z Říma kvůli svému neřestnému způsobu života a její synové Lucius a Gaius Caesar krátce po sobě v letech 2 a 4 n. l. zemřeli. Protože Drusus zahynul už v roce 9 př. n. l. během válečného tažení v Germánii, zůstal Tiberius jediným možným nástupcem Augusta. 26. června roku 4 ho Augustus společně se svým posledním žijícím vnukem Agrippou Postumem adoptoval. O tři roky později však nechal Agrippu z ne zcela jasných důvodů poslat do vyhnanství na ostrov Planasia, kde byl krátce po Augustově smrti zavražděn. Současně Tiberius musel adoptovat Germanica, syna svého zemřelého bratra, který jakožto vnuk Octavie pocházel jak z dynastie Juliů, tak i z klaudijského rodu (jeho syn Caligula nastoupil na trůn po Tiberiovi v roce 37). Avšak teprve v roce 13 předal Augustus Tiberiovi všechny pravomoci principa a určil ho v závěti svým dědicem a nástupcem.
V létě následujícího roku podnikl císař cestu, jež měla vést do Beneventa se zastávkou na ostrově Capri. Zde ale onemocněl hrozivým průjmem, pokračoval však dále v cestě na pevninu do Neapole. Odtud se nechal dopravit do Noly – údajně do téhož domu, v němž zemřel jeho otec Gaius Octavius. Zde Augustus za přítomnosti své manželky Livie a mnoha senátorů 19. srpna roku 14 zemřel. Prý se tak stalo v tentýž den, v němž před padesáti lety nastoupil svůj první konzulát. Podle Suetonia se tento muž, jenž se po celý svůj život skrýval za tolika maskami, rozloučil formulí, kterou pronášeli herci na závěr svého vystoupení: „Pokud se vám představení líbilo, tak tleskejte a s díky nás propusťte domů.“ Augustus byl nepochybně inteligentní, rozhodný a bystrý politik, neoplýval však takovým charismatem jako Julius Caesar a příležitostně se ocital pod silným (a ne vždy příznivým) vlivem své manželky Livie. Augustovy ostatky byly dopraveny do Říma a spáleny na Martově poli. Popel byl uložen ve skvostném mauzoleu, které nechal zřídit pro sebe a svou rodinu. Vedle četných jiných poct se senát usnesl nazývat císařovým jménem osmý měsíc, v němž se přihodilo mnoho důležitých událostí Augustova mocenského vzestupu. Augustus byl – stejně jako většina římských císařů po své smrti – prohlášen za boha (divus).

## Augustův věk

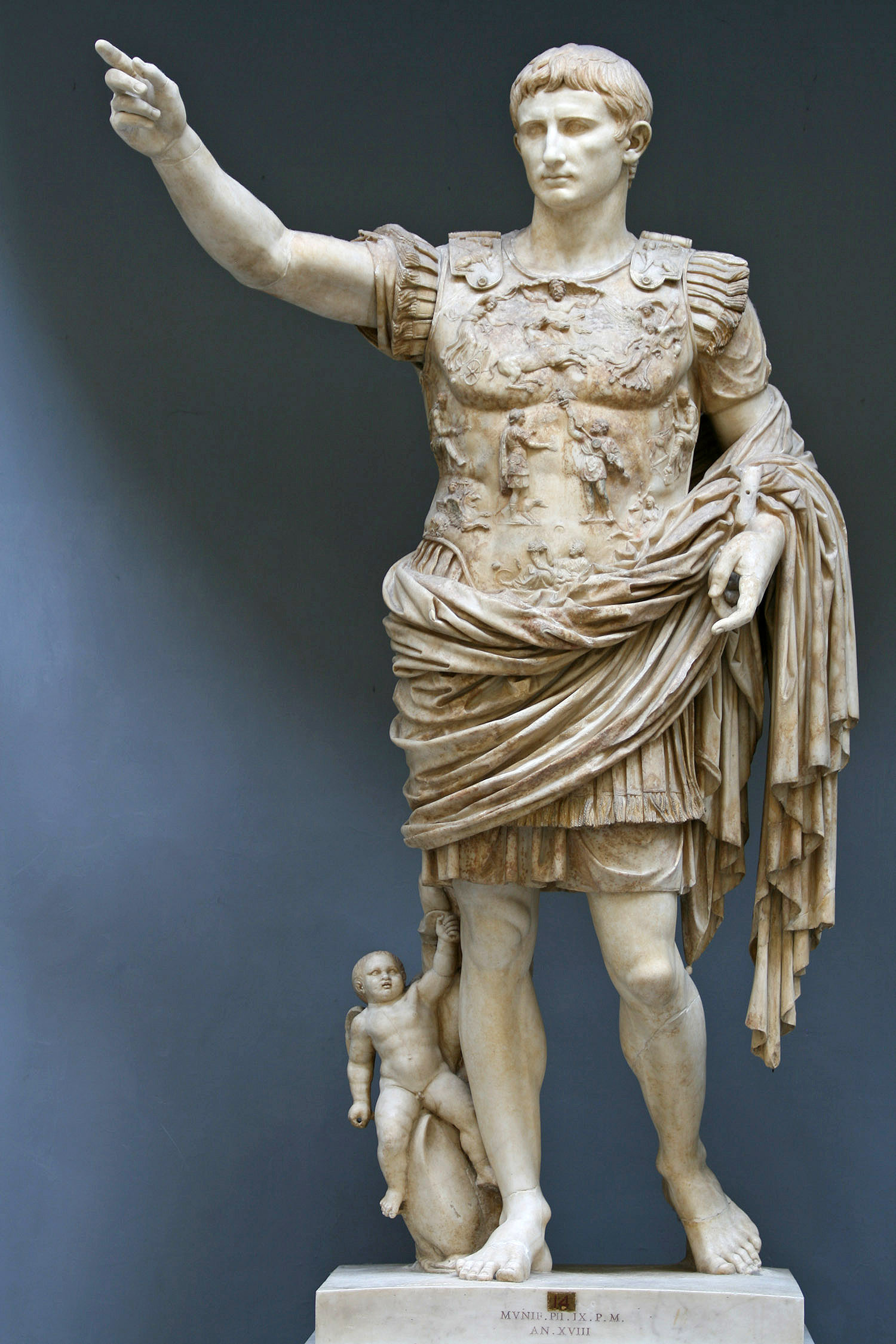
Augustus z Prima Porty

Už Augustovi současníci nazývali tehdejší dobu „érou Apollóna“, podle řeckého boha světla, umění, hudby, moudrosti a věštby, jemuž císař zřídil svatyni na místě bitvy u Actia a u svého domu na Palatinu v Římě. Princeps se těšil značné úctě již za svého života, což dokládají četné oslavné básně Horatia Flacca. Po Augustově smrti bylo období jeho vlády prohlášeno za Pax Augusta („Augustův mír“). Ve srovnání s předchozím stoletím a s vládou mnoha jeho císařských následovníků přinesla Augustova éra – Saeculum Augustum – Římu, Itálii a většině provincií dlouhotrvající etapu vnitřního míru, stability, bezpečnosti a blahobytu. Po skončení občanských válek nastal rozvoj hospodářství stejně jako umění a kultury. Augustus se stal předním patronem umění. Řada jedinců z císařova okolí, jako byl jeho blízký přítel Maecenas, jej v této činnosti napodobovala, čímž napomohla mohutnému rozkvětu literární aktivity. Literární scéna Augustova Říma byla tudíž výjimečně zvučná. Tento skvělý věk přinesl světu několik slavných básníků, jako byl Vergilius, Horatius, Ovidius, Sextus Propertius, Tibullus, a historiků, z nichž nejproslulejší byl Livius. Augustus se také pokoušel psát tragédie, svoje drama Ajax ale zničil, jelikož si byl vědom jeho nedokonalosti.
V oblasti architektury podnikl císař vskutku nákladný stavební program, pročež se mohl po právu pyšnit slavným výrokem, že „nalezl město z cihel a zanechal ho po sobě z mramoru“. Mezi nejvelkolepější monumenty postavené za jeho vlády, z níž se nám dodnes mnohé dochovaly, náleželo Marcellovo divadlo, Pantheon později rekonstruovaný Hadrianem, Augustův oblouk, Agrippovy lázně, Augustovo mauzoleum nebo Ara Pacis, Oltář míru z roku 9 př. n. l., na jehož reliéfu je znázorněna celá císařova rodina. Dojem, který chtěl císař těmito stavbami navodit, však nejpozději od roku 16 př. n. l. kontrastoval s ustavičnými válkami, které byly vedeny na hranicích státu. Říše se za Augusta rozšířila v takové míře jako nikdy předtím ani nikdy potom. Vedle bohatého Egypta a Galatie byly zřízeny nové provincie na Rýně a Dunaji, jejichž dobytí bylo svým rozsahem a náročností srovnatelné s Caesarovou okupací Galie. Uvnitř říše a v jejích provinciích zanechávala válka ještě po roce 31 př. n. l. určité stopy. Přesto už Augustovi současníci vnímali mír a blahobyt jako charakteristické znaky jeho epochy. To byl také důvod, proč se tak snadno smířili s nastolením monarchie a zánikem republiky, zvláště když případný pokus o znovunastolení republikánského zřízení by musel nevyhnutelně vést k nové občanské válce. Augustus byl proto často oslavován jako zachránce míru. Jeho výjimečné a znamenité činy z druhé poloviny jeho života tak daly zapomenout na jím spáchané krutosti a bezpráví z doby jeho mládí.